# Charles Vidor
Charles Vidor, född 27 juli 1900 i Budapest i Österrike-Ungern, död 4 juni 1959 i Wien i Österrike, var en ungersk regissör.
Károly Vidor föddes i en judisk familj i Budapest och tjänstgjorde i den österrikisk-ungerska armén under första världskriget. Han slog igenom som filmregissör under stumfilmserans sista år. 
Till Vidors filmframgångar hör The Bridge (1929), Omslagsflickan (1944), Den stora drömmen (1945), Gilda (1946), Carmen - fresterskan (1948), Dej ska jag ha! (1955), Svanen (1956), Joker i leken (1957) och Farväl till vapnen (1957).
Charles Vidor avled i Wien av en hjärtattack år 1959. Han var då mitt uppe i inspelningen av På musikens vingar och fick ersättas av George Cukor. 
Vidor har en stjärna på Hollywood Walk of Fame för sina bidrag till filmen.

## Filmografi i urval
- The Bridge (1929)
- Sheriffen rensar stan (1935)
- Mysteriet Martin Mills (1937)
- Min son, min son! (1940)
- Fy på sej pappa! (1940)
- Skuggornas hus (1941)
- Omslagsflickan (1944)
- Blixtkär (1944)
- Den stora drömmen (1945)
- Kvinnan bakom allt (1945)
- Gilda (1946)
- Carmen - fresterskan (1948)
- H.C. Andersen (1952)
- Uppror i Ghandahar (1952)
- Dej ska jag ha! (1955)
- Svanen (1956)
- Joker i leken (1957)
- Farväl till vapnen (1957)